# Randolph (New Hampshire)
Randolph ist der Name einer Town im Coös County des US-Bundesstaates New Hampshire in Neuengland. Sie liegt im Norden des Staates in den White Mountains. Das U.S. Census Bureau hat bei der Volkszählung 2020 eine Einwohnerzahl von 328 ermittelt. Der Name bezieht sich auf John Randolph aus Virginia, einen Politiker und Pflanzer. Eine prähistorische Fundstelle datiert die frühesten Anzeichen menschlicher Anwesenheit auf einen Zeitraum von 10.500 bis 12.500 BP.

## Geographie
Randolph liegt zwischen Berlin im Norden, Gorham im Osten, dem Low & Burbanks Grant im Süden sowie Jefferson und Kilkenny im Westen. Die Weiler Randolph und Appalachia liegen im Tal des Moose River, Bowman auf der Wasserscheide zwischen Moose und Israel River und Randolph Hills am Südhang der Crescent Range (auch: Randolph Range), die einen größeren Teil des Gemeindegebietes im Norden einnimmt. Auf deren Nordseite liegt der Pond of Safety, aus dem der Upper Ammonoosuc River entspringt. Die südliche Hälfte von Randolph grenzt an die Presidential Range mit dem Mount Washington.

## Geschichte
Die ältesten Spuren von Menschen, die sich im Gebiet des heutigen Randolph zumindest zeitweilig aufhielten, sind bis zu 12.500 Jahre alt, wie die Funde der Potter Site andeuten. Die koloniale Besiedlung begann mit der Ausfertigung der Siedlungskonzession für Randolph am 20. August 1772, damals noch auf den Namen Durand. John Durand war einer der Konzessionäre. Den Namen behielt es bis zum 16. Juni 1824, an dem Randolph unter dem neuen Namen als selbstverwaltete Gemeinde eingetragen wurde. Teile des Gemeindegebietes eignen sich zur Bewirtschaftung, doch neben Landwirtschaft und Holzernte stellte der Tourismus eine dritte Einkommensquelle. Randolph bot eine gute Aussicht auf die Presidential Range. 1859 gab es zwei Schulbezirke, keine Kirche, ein Hotel, ein Postamt, eine Sägemühle und eine Schindeln-, Latten- und Fassadenbrettfabrikation.
Im Jahr 2001 erwarb Randolph gut 4000 Hektar Land im Pond of Safety Forest aus Firmenbesitz. Dies war zum damaligen Zeitpunkt ein ungewöhnlich großer Wald in Gemeindebesitz in New Hampshire. 2003 wurde eine paläolindianische Fundstelle entdeckt. Das etwa 8 Acre große Gebiet der Potter Site wurde 2021 in das National Register of Historic Places aufgenommen.

### Bevölkerungsentwicklung
| Volkszählungsergebnisse – Randolph, New Hampshire | Volkszählungsergebnisse – Randolph, New Hampshire | Volkszählungsergebnisse – Randolph, New Hampshire | Volkszählungsergebnisse – Randolph, New Hampshire | Volkszählungsergebnisse – Randolph, New Hampshire | Volkszählungsergebnisse – Randolph, New Hampshire | Volkszählungsergebnisse – Randolph, New Hampshire | Volkszählungsergebnisse – Randolph, New Hampshire | Volkszählungsergebnisse – Randolph, New Hampshire | Volkszählungsergebnisse – Randolph, New Hampshire | Volkszählungsergebnisse – Randolph, New Hampshire |
| Jahr                                              | 1810                                              | 1820                                              | 1830                                              | 1840                                              | 1850                                              | 1860                                              | 1870                                              | 1880                                              | 1890                                              | 1900                                              |
| ------------------------------------------------- | ------------------------------------------------- | ------------------------------------------------- | ------------------------------------------------- | ------------------------------------------------- | ------------------------------------------------- | ------------------------------------------------- | ------------------------------------------------- | ------------------------------------------------- | ------------------------------------------------- | ------------------------------------------------- |
| Einwohner                                         | 62                                                | 78                                                | 143                                               | 115                                               | 113                                               | 118                                               | 138                                               | 203                                               | 137                                               | 137                                               |
| Jahr                                              | 1910                                              | 1920                                              | 1930                                              | 1940                                              | 1950                                              | 1960                                              | 1970                                              | 1980                                              | 1990                                              | 2000                                              |
| Einwohner                                         | 137                                               | 67                                                | 82                                                | 114                                               | 158                                               | 140                                               | 169                                               | 274                                               | 371                                               | 340                                               |
| Jahr                                              | 2010                                              | 2020                                              | 2030                                              | 2040                                              | 2050                                              | 2060                                              | 2070                                              | 2080                                              | 2090                                              | 2100                                              |
| Einwohner                                         | 310                                               | 328                                               |                                                   |                                                   |                                                   |                                                   |                                                   |                                                   |                                                   |                                                   |

## Infrastruktur und Gemeindeeinrichtungen
Die Polizeiaufgaben von Jefferson werden durch Teilzeitkräfte übernommen, Feuerwehr und medizinische Notfallversorgung durch Freiwillige. Das nächste Krankenhaus ist in Berlin. Wasserver- und -entsorgung geschehen mittels privater Brunnen und Abwassertanks, die Gemeinde betreibt die Müllabfuhr. Randolph hat eine Bibliothek, die Randolph Public Library, und gehört zum Schulverbund von Gorham, Randolph und Shelburne.

### Verkehr
Die US 2 verläuft in Ost-West-Richtung mittig durch Randolph. Die Eisenbahn von Whitefield nach Berlin ist stillgelegt. In Gorham liegt der Gorham Airport mit Graspiste, der nächstgelegene Flughafen mit Linienverkehr ist der Portland International Jetport in Maine.